# Chiropotes israelita
Chiropotes israelita é uma espécie de cuxiú. É endêmico do noroeste do Brasil, da Amazônia, entre os rios Branco e Negro e sul da Venezuela. É possível que seu nome científico esteja errado, sendo o nome correto, Chiropotes chiropotes. Esse nome, pela classificação de Groves (2005) se refere à espécie a leste do rio Negro, mas provavelmente, para esse táxon, o nome correto é C. sagulatus. Por conta disso, a IUCN considerou ambos os táxons como Chiropotes chiropotes.